# Melodije morja in sonca 1991
XIV. Melodije morja in sonca so potekale 16. in 17. avgusta 1991 v Avditoriju Portorož. Prvotno bi morale potekati 19. in 20. julija, vendar so bile zaradi osamosvojitvene vojne prestavljene. Festival je trajal dva večera:
- tekmovalnega, na katerem se je za nagrade potegovalo 16 izvajalcev iz Slovenije, Hrvaške, Italije in Avstrije, in
- netekmovalnega/revijskega, na katerem so nastopili Andrej Šifrer, Nace Junkar, Damjana & Hot Hot Hot, Pop Design, Janez Bončina, Zebra Imago, Božidar Wolfand, Dino Dvornik, Massimo Savić, Josipa Lisac, Zorica Kondža, Matko Jelavić, Vlado Kalember, Elio Pisak, Severina, Ksenija Erker ter nagrajeni izvajalci prvega večera.

Prireditev sta vodila Saša Einsiedler in Alex Bini. Gost prvega večera je bil Aleksander Mežek.
Zmagala je Helena Blagne s pesmijo Moj mornarček.

## Tekmovalne skladbe
| #   | Izvajalec                  | Naslov pesmi           | Avtor glasbe       | Avtor besedila     | Avtor aranžmaja    |
| --- | -------------------------- | ---------------------- | ------------------ | ------------------ | ------------------ |
| 1.  | Helena Blagne (& Don Juan) | Moj mornarček          | Vojko Sfiligoj     | Helena Blagne      | Vojko Sfiligoj     |
| 2.  | Simona Weiss               | Adijo                  | Goran Šarac        | Simona Weiss       | Goran Šarac        |
| 3.  | Andreja Makoter            | Vedno, ko greš         | Davor Tolja        | Davor Tolja        | Davor Tolja        |
| 4.  | Roberto & Pepel in kri     | Gente di oggi          | Tadej Hrušovar     | Roberto Buljevič   | Tomaž Kozlevčar    |
| 5.  | Elio Pisak                 | L'armonica triestina   | Đorđe Novković     | Đorđe Novković     | Hrvoje Hegedušić   |
| 6.  | Miran Zadnik & Platana     | Obala                  | Adrijano Baruca    | Adrijano Baruca    | Adrijano Baruca    |
| 7.  | Bazar                      | Ura strasti            | Marjan Ogrin       | Drago Mislej       | Marjan Ogrin       |
| 8.  | Čuki                       | Svetilnik ljubezni     | Jože Potrebuješ    | Marko Vozelj       | Dušan Zore         |
| 9.  | Big Ben                    | Ciao Portorož          | Janez Rijavec      | Janez Rijavec      | Janez Rijavec      |
| 10. | Angelo Baiguera            | La musica è così       | Angelo Baiguera    | Angelo Baiguera    | Angelo Baiguera    |
| 11. | Ornella Serafini           | Passera                | Angelo Baiguera    | Angelo Baiguera    | Angelo Baiguera    |
| 12. | Christian Blum             | Blaue Nacht am Meer    | Mario Engelsberger | Mario Engelsberger | Mario Engelsberger |
| 13. | Sanja                      | Djevojka s mora        | T. Trimbić         | T. Trimbić         | J. Banov           |
| 14. | Ringlšpil                  | Kar je v srcu zapisano | Dušan Zore         | Mario Koritnik     | Dušan Zore         |
| 15. | Zlatko Dobrič              | Sedem dolgih let       | Zlatko Dobrič      | M. Režun           | Dušan Zore         |
| 16. | Moulin Rouge               | Beng, beng             | Matjaž Kosi        | Matjaž Kosi        | Matjaž Kosi        |

## Nagrade
- Nagrada občinstva: Helena Blagne, Moj mornarček (Sfiligoj/Blagne/Sfiligoj)[1]
- Nagrada strokovne žirije: Angelo Baiguera, La musica è così (Baiguera)
- Nagrada za najboljše besedilo: Drago Mislej, Ura strasti
- Nagrada za najboljšo izvedbo: Ornella Serafini
- Nagrada za najboljšo priredbo: Davor Tolja, Vedno, ko greš
- Nagrada za najboljšega debitanta: Čuki, Svetilnik ljubezni

1. ↑  Zmagovalca občinstva so dali združeni glasovi žirij občinstva slovenskih radijskih postaj (50 %) in glasovi občinstva v Avditoriju (50 %).